# 260年
| 千纪： | 1千纪                                                                                           |
| 世纪： | 2世纪 \| 3世纪 \| 4世纪                                                                         |
| 年代： | 230年代 \| 240年代 \| 250年代 \| 260年代 \| 270年代 \| 280年代 \| 290年代                       |
| 年份： | 255年 \| 256年 \| 257年 \| 258年 \| 259年 \| 260年 \| 261年 \| 262年 \| 263年 \| 264年 \| 265年 |
| 纪年： | 庚辰年（龙年）；曹魏甘露五年，景元元年；蜀汉景耀三年；东吴永安三年                              |

## 大事记
- 泉州建城。
- 曹髦見王沈、王經、王業等人謀誅殺司馬昭，因王沈與王業向司馬昭通風報信，司馬昭弒君，改立曹奐作傀儡魏帝，王經因為沒有告密而和其母一同被逮捕並被處死。
- 吳廢帝會稽王孫亮的封地會稽傳出孫亮將返回建業復辟的謠言，被吳景帝孫休貶為侯官侯，流放途中死去。
- 伊朗薩珊王朝沙普爾一世在埃德薩戰役中大敗羅馬軍團，並且俘虜了羅馬皇帝瓦勒良，長子加里恩努斯成為羅馬帝國皇帝。
- 帕米拉統治者奧登納圖斯擊敗波斯軍隊後，由於羅馬帝國失去對東部的掌控能力，將其封為「東方總督」，建立了獨立的帕米拉王國。
- 朱士行自雍州出發至于闐，成為首位西行求法的中國僧侶。

## 各国领袖

### 亞洲
- 中國（三国）
  - 蜀漢皇帝：后主刘禅（223年－263年）
  - 曹魏皇帝：

  1. 魏高贵乡公曹髦（254年－260年）
  2. 魏元帝曹奂（260年－265年）

  -     - 曹魏大將軍、录尚书事司马昭（255年－264年）

  - 孙吴皇帝：吴景帝孙休（258年－264年）
- 拓跋部 - 拓跋力微, 鲜卑大人（219年－277年）
- 日本- 神功皇后（攝政，200年－270年）
- 朝鲜半岛（朝鲜三国时代）
  - 百济 - 古尔王，百济王 （234年－286年）
  - 伽耶 - 麻品王，伽耶君主（259年－291年）
  - 高句丽 - 中川王，高句丽王（248年－270年）
  - 新罗 - 沾解尼師今，新罗王（247年－261年）
- 亚美尼亚- 梯里达底三世，亚美尼亚王（252年－287年）
- 伊比利亚 - 
  1. 米尔达特二世，伊比利亚国王（249年－265年）
  2. Amazasp三世，伊比利亚国王（260年－265年）
- 贵霜帝国 - 婆什色迦（英语：Vāsishka），贵霜君主（240年－265年）
- 巴克特里亞与健馱邏國- Peroz一世（250年－265年）
- 波斯萨珊王朝 - 沙普尔一世，波斯国王（241年－272年）
- 印度笈多王朝 - 室利笈多（英语：Gupta (king)），笈多国王（240年－280年）
- 泰米尔哲罗王朝 - Perumkadungo（257年－287年）
- 西薩特拉普王朝- Rudrasen二世（256年－278年）

### 欧洲
- 罗马帝国 - 
  - 瓦勒良，罗马皇帝（东部，253年－260年）
  - 加里恩努斯，罗马皇帝（西部，253年－268年）
  - 薩洛尼努斯，罗马皇帝（高卢，260年）
  - 因格努乌斯（潘诺尼亚，258年－260年）
  - 雷加里安努斯（多瑙河流域，260年）
  - 大马克里亚努斯（东方，260年－261年）
  - 小马克里亚努斯（东方，260年－261年）
  - 奎伊图斯（东方，260年－261年）
  - 奥登纳图斯，东方（巴尔米拉）总督（258年－267年）
- 高卢帝国 - 波斯杜穆斯（260年－268年）

### 非洲
- 库施王朝 - Teqorideamani，（246年－266年）

## 逝世
- 6月2日——曹髦，魏高贵乡公，被杀（242年出生，18岁）。
- 7月2日——獻穆皇后曹節，漢獻帝第二任皇后。曹操之女。
- 陳泰，曹魏名臣陳群之子，多次與郭淮一起抵抗姜維的侵擾，死後追封為司空，諡曰穆侯。
- 王經，曹魏大臣，官至司隸校尉、尚書。
- 成濟，曹魏權臣司馬昭部將，成倅之弟。
- 成倅，曹魏武將，成濟之兄。
- 孫亮，孫吳的第二代君主。